# 四庄乡
四庄乡，是中华人民共和国湖北省咸寧市通城县下辖的一个乡镇级行政单位。

## 行政区划
四庄乡下辖以下地区：
小井村、大源村、上坪村、华家村、寺背村、四庄村、新联村、清水村、向家村、庙下村、五花村、大溪村和纸棚村。